# Christine Ratkowitsch
Christine Ratkowitsch (* 10. Januar 1953 in Wien) ist eine österreichische Klassische Philologin.

## Leben
Ratkowitsch studierte von 1971 bis 1979 im Hauptfach Klassische Philologie und im Nebenfach Archäologie an der Universität Wien. Im Dezember 1977 wurde sie mit einer Arbeit über Rhythmusprobleme bei Sallust und Livius promoviert; im Oktober 1979 erfolgte die Sponsion. Von 1978 bis 1981 war sie Vertragsassistentin am Institut für Klassische Philologie, Mittel- und Neulatein der Universität Wien und arbeitete zudem von 1979 bis 1981 als Lehrerin an humanistischen Gymnasien.
Von 1982 bis 1990 hatte Ratkowitsch eine Stelle als Universitätsassistentin am Wiener Institut für Klassische Philologie. Von 1987 bis 1988 absolvierte sie einen Forschungsaufenthalt am Mittellateinischen Seminar der Universität Bonn (bei Dieter Schaller) mit einem DAAD-Stipendium. 1990 erfolgte mit der Habilitationsschrift Descriptio picturae. Die literarische Funktion der Beschreibung von Kunstwerken in der lateinischen Großdichtung des 12. Jahrhunderts (Wien 1991) die Habilitation für Klassische Philologie (Latein) und Mittellatein. 1992 erhielt Ratkowitsch den Figdor-Preis für Sprach- und Literaturwissenschaft der Österreichischen Akademie der Wissenschaften.
Von 1990 bis 1998 war Ratkowitsch als Universitätsdozentin tätig. Zudem vertrat sie 1991/1992 sie den mittellateinischen Lehrstuhl an der Christian-Albrechts-Universität zu Kiel, 1992/1993 den an der Albert-Ludwigs-Universität Freiburg. 1996 hielt sie eine Vorlesung an der Universität Szeged. Ebenfalls 1996 wurde sie zur titularen außerordentlichen Professorin ernannt, ab 1998 hatte sie an der Universität Wien eine außerordentliche Professur. In dieser Zeit leitete sie von 2001 bis 2005 ein interdisziplinäres FWF-Projekt über die mittellateinische, altfranzösische und italienische Epik über Karl den Großen inne.
Zum Oktober 2011 wurde sie an der Universität Wien zur Universitätsprofessorin für Latinistik inklusive Mittellatein ernannt. Parallel dazu hatte sie von 2006 bis 2016 auf Basis von Lehraufträgen eine Gastprofessur für die gesamte Latinistik an der Universität Graz. In Wien wurde sie zum Oktober 2016 zum Vorstand des Instituts für Klassische Philologie, Mittel- und Neulatein bestellt. Seit Oktober 2018 ist sie im Ruhestand.

## Schriften
- Maximianus amat. Zu Datierung und Interpretation des Elegikers Maximian (= Sitzungsberichte der Österreichischen Akademie der Wissenschaften, Philosophisch-Historische Klasse. Band 463). Verlag der Österreichischen Akademie der Wissenschaften, Wien 1986, ISBN 3-7001-0752-8.
- Descriptio picturae. Die literarische Funktion der Beschreibung von Kunstwerken in der lateinischen Grossdichtung des 12. Jahrhunderts (= Wiener Studien. Beiheft 15). Verlag der Österreichischen Akademie der Wissenschaften, Wien 1991, ISBN 3-7001-1871-6 (zugleich Habilitationsschrift, Universität Wien 1990).
- Die Cosmographia des Bernardus Silvestris. Eine Theodizee (= Ordo. Band 6). Böhlau, Köln 1995, ISBN 3-412-03595-5.
- Karolus Magnus – alter Aeneas, alter Martinus, alter Iustinus. Zur Intention und Datierung des „Aachener Karlsepos“ (= Wiener Studien. Beiheft 24). Verlag der Österreichischen Akademie der Wissenschaften, Wien 1997, ISBN 3-7001-2635-2.
- Karoli vestigia magna secutus. Die Rezeption des „Aachener Karlsepos“ in der Carlias des Ugolino Verino (= Wiener Studien. Beiheft 25). Verlag der Österreichischen Akademie der Wissenschaften, Wien 1999, ISBN 3-7001-2809-6.
- Von der Manipulierbarkeit des Mythos. Der Paris/Helena-Mythos bei Ovid (her. 16/17) und Baudri von Bourgueil (carm. 7/8) (= Collection Latomus. Band 334). Éditions Latomus, Bruxelles 2012, ISBN 978-2-87031-275-9.